# Lobata
Lobata Eschscholtz, 1825 è un ordine di ctenofori della classe Tentaculata, con tentacoli più piccoli degli altri ctenofori ed una distintiva struttura a lobi appiattiti che fuoriescono dal corpo.

## Descrizione
I lobati possiedono due lobi muscolosi che si sviluppano oltre la bocca. Sottili tentacoli nascono ai lati della bocca e si estendono in scanalature lungo la parete interna dei lobi. Tra i lobi, molte specie hanno quattro proiezioni gelatinose bordate di ciglia che generano correnti d'acqua; queste trascinano minuscole prede costituite da zooplancton verso la bocca per essere divorate.

## Tassonomia
Analisi filogenetiche sulla presenza (o l'assenza) di geni, introni e allineamento di amminoacidi  fatte su noci di mare suggeriscono che l'ordine dei lobati sia parallelo al resto dei rami degli animali.
L'ordine Lobata è suddiviso nelle seguenti famiglie:
- Bathocyroidae  Harbison & Madin, 1982
- Bolinidae
- Bolinopsidae  Bigelow, 1912
- Eurhamphaeidae Agassiz, 1860
- Lampoctenidae  Harbison, Matsumoto & Robison, 2001
- Leucotheidae  Krumbach, 1925
- Lobatolampeidae  Horita, 2000
- Mnemiidae
- Ocyropsidae